# Robert Coyle

Wappen von Robert Joseph Coyle

Robert Joseph Coyle (* 23. September 1964 in Brooklyn, New York, USA) ist ein US-amerikanischer Geistlicher und römisch-katholischer Weihbischof in Rockville Centre.

## Leben
Robert Joseph Coyle empfing am 25. Mai 1991 die Priesterweihe.
Papst Benedikt XVI. ernannte ihn am 11. Februar 2013 zum Titularbischof von Zabi und zum Weihbischof im US-amerikanischen Militärordinariat. Die Bischofsweihe spendete ihm der Erzbischof des US-amerikanischen Militärordinariates, Timothy Broglio, am 25. April dieses Jahres; Mitkonsekratoren waren William Francis Murphy, Bischof von Rockville Centre, und Robert Eric Guglielmone, Bischof von Charleston.
Am 20. Februar 2018 ernannte ihn Papst Franziskus zum Weihbischof in Rockville Centre.